# Petrus II della Scala
Petrus of Pietro II della Scala (Verona, 1330 – Mantua, 1393) was in het middeleeuwse Italië bisschop van Verona (1354-1387), en na de val van het regerende Huis della Scala (1387), was Petrus bisschop van Lodi (1388-1393). 
In zijn dertigjarig episcopaat in Verona ontpopte Petrus zich tot een financieel machtige kerkvorst.

## Levensloop

Wapenschild van het Huis della Scala, heersers van Verona

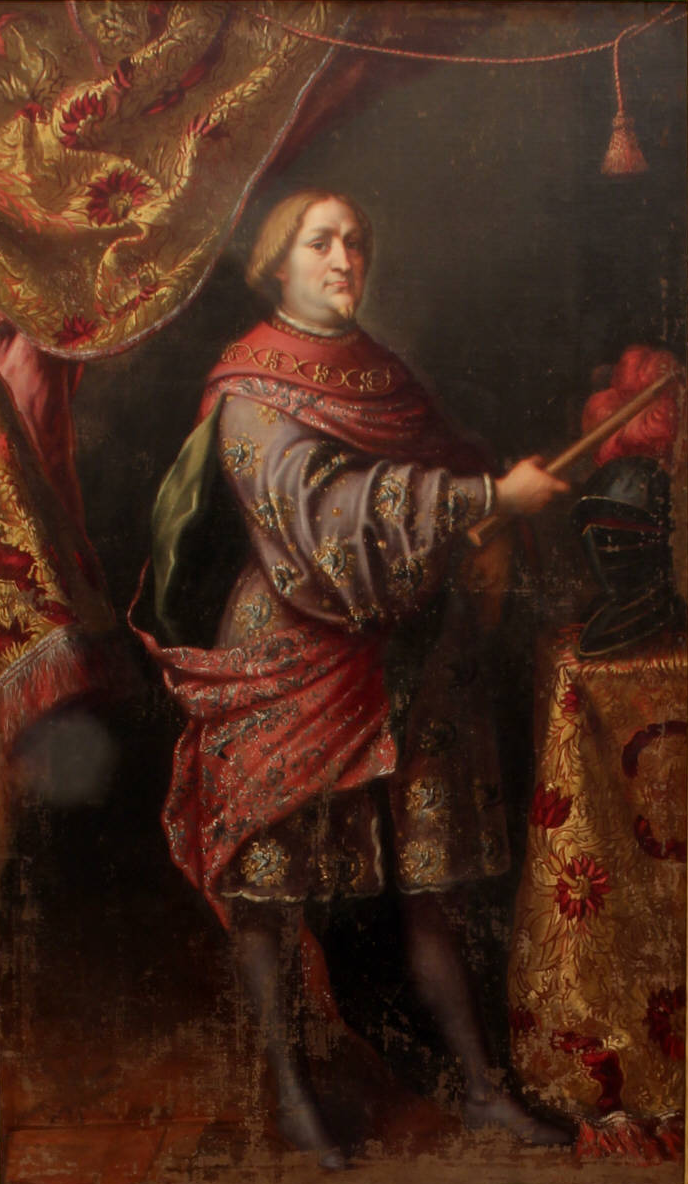
Visconti veroverde Verona op het Huis della Scala (1387)

Petrus was een natuurlijke zoon van Mastino II della Scala, heer van Verona in het Heilige Roomse Rijk. Als jonge jongen werkte Petrus in de kathedraal van Verona. 
In 1354 benoemde paus Innocentius VI, met residentie in Avignon, Petrus tot bisschop van Verona. Het heersende Huis della Scala had goede relaties met het pauselijk hof in Avignon, zowel met Innocentius VI als diens voorganger Clemens VI. Met Petrus op de bisschopstroon begon een periode van stabiel en lang bestuur. De vorige bisschoppen hadden door hun kort bestuur hun stempel niet kunnen doordrukken, ook al omdat sommigen vermoord werden door leden van het Huis della Scala.
Bisschop Petrus breidde het grootgrondbezit van de bisschopstroon van Verona uit. Hij kreeg hierin de hulp van het kapittel van de kathedraal. Ook kreeg hij steun van de dominicanen, tot wier orde hij mogelijks behoord heeft in zijn jeugd. Verschillende landgoederen kwamen in zijn handen terecht. Van sommige edellieden geraakten de villa’s in het bezit van bisschop Petrus. Dezen moesten aan de bisschop hoge kerkbelasting betalen. Ook voor het toedienen van sacramenten rekende bisschop Petrus hoge tarieven aan. Petrus hield strikt toezicht aan wie hij priesterwijdingen gaf. Zo zijn er strikte bisschoppelijke controles beschreven in Verona; lidmaatschap van het broederschap Consorcium Beatae Virginis onder controle van de bisschop, werd aangemoedigd.
Toen de edelman Cangrande II protesteerde tegen de hoge kerkbelastingen, ontstond er een samenzwering tegen Cangrande. Medeplichtigheid van bisschop Petrus kon nooit aangetoond worden.
In 1380 beklaagde het kapittel zich bij de patriarch van Aquileja, de baas van bisschop Petrus, tegen de hoge kerktaksen. Petrus moest zich in een proces verantwoorden tegen de aartspriester van de patriarch en werd evenwel vrijgesproken.
Doch de macht van de heersers uit de familie della Scala liep op haar laatste benen. In 1387 versloeg de ambitieuze edelman uit Milaan, Gian Galeazzo Visconti, de legermacht van Verona. Visconti werd de nieuwe machtshebber in Verona, naast andere Noord-Italiaanse steden die Visconti in zijn macht kreeg. Bisschop Petrus kon alvast vertrekken (1387-1388). Visconti liet Petrus overhevelen naar de bisschopstroon van Lodi, in de Milanese kerkprovincie. 
Later, tijdens oproer in Lodi, nam Petrus de vlucht naar Mantua. Dit was circa eind 1392 – begin 1393: Visconti had een arrestatiebevel uitgevaardigd voor bisschop Petrus. Deze overleed kort nadien in zijn schuilplaats in Mantua.
Bisschop Petrus had drie natuurlijke zonen uit een relatie met een zekere Constance die woonde aan de Ponte Pietra in Verona. De zonen waren Giovanni Leonardo, Iacopo Filippo en Franschino Donato. Over hen bestaat er pas documentatie toen ze volwassen mannen waren.